# Бладрейн 3: Третій Рейх
«Бладрейн 3: Третій рейх» (англ. BloodRayne: The Third Reich) — бойовик режисера Уве Болла.

## Сюжет
Рейн бореться проти нацистів у Європі під час Другої світової війни, стикаючись з Екартом Брендом, нацистським лідером, мета якого ввести в Адольфа Гітлера кров Рейн для того, щоб перетворити його у вампіра і зробити безсмертним.

## У ролях
- Наташа Мальте — Рейн
- Брендан Флетчер — Натаніель Грегор
- Майкл Паре — комендант Екарт Бренд
- Віллам Беллі — Василь Тищенко
- Аннетт Калп — Магда Маркович
- Клінт Говард — доктор Манглер
- Стеффен Меннекс — лейтенант Каспар Джпгер
- Арвед Бірнбаум — режисер
- Сафія Кейгін — Світлана
- Нік Голдман — бармен
- Вілі Матула — District Leader
- Борис Бакал — Гітлер
- Даворка Товіло — повія
- Дора Ліповкан — повія
- Катаріна Брозінчевіч — масажистка
- Люка Перос — Борис
- Горан Маніч — Вампір
- Борис Бальта — Ульріх